# San Martín de Montalbán
San Martín de Montalbán – gmina w Hiszpanii, w prowincji Toledo, w Kastylii-La Mancha, o powierzchni 133,03 km². W 2011 roku gmina liczyła 850 mieszkańców.